# تيم كرو
تيم كرو (بالإنجليزية: Tim Crow)‏ هو طبيب نفسي بريطاني، ولد في 1938.